# Cotuí
Cotuí es un municipio de la República Dominicana, que está situado en la provincia de Sánchez Ramírez.

## Etimología
Su nombre, escrito antiguamente Cotuy o Cotoy, era el nombre de la comunidad taína ubicada alrededor de la mina de oro y plata explotada por los conquistadores españoles a partir de la primera década del siglo XVI.

## Población
Cotuí es el municipio cabecera de la provincia de Sánchez Ramírez. 
Según el Censo de Población y Vivienda del 2010, el municipio tenía una población urbana total de 49 530 habitantes, manifiesta además que en el censo de 1920 se contaron 1036 habitantes, en el de 1935 1405 habitantes, el de 1960 5335 habitantes y en 1971 se censaron 7321 habitantes en la zona urbana de Cotuí.

## Distritos municipales
Está formado por los distritos municipales de:
| Nombre          | Código   |
| --------------- | -------- |
| Cotuí           | 02240101 |
| QuitaSueño      | 02240102 |
| Caballero       | 02240103 |
| Comedero Arriba | 02240104 |
| Platanal        | 02240105 |
| Zambrana Abajo  | 02240106 |

## Historia
La ciudad de Cotuí fue fundada oficialmente en 1505 por Rodrigo Trillo de Mexía, durante el gobierno de Nicolás de Ovando, en el lugar que ocupaba una población indígena y formaba parte de la jurisdicción de La Villa de la Buenaventura hasta 1519. Los Padres Jerónimos luego la separaron de dicha jurisdicción y la establecieron como centro de explotación minera con el nombre de La Mejorada del Cotuí, también llamada Los Mineros en la segunda década del siglo XVI. En 1533, Cotuí adquirió categoría de villa y comenzó a conocerse como La Mejorada Villa del Cotuí.  Un fuerte terremoto asoló la villa en 1562 y fue trasladada a su ubicación actual, al suroeste de la Sierra de Yamasá y próxima al río Yuna.
Es razonable establecer la hipótesis, tomando en cuenta el dato que afirma que esta población formaba parte de la jurisdicción de la villa de Buenaventura, que el hecho de no llegarle a Cotuí en 1508 el escudo de armas por parte de la Corona, sin embargo, le llegó a la villa de Buenaventura en franca decadencia para la fecha, debido a la merma de su mina, un escudo que simboliza la producción de oro, hay que deducir que esa producción del metal dorado correspondía a Cotuí pero adjudicada a Buenaventura porque Cotuí aún no era una villa. 

### Oro en el municipio
Comenta Rincón, que Antonio Sánchez Valverde en su libro Idea del Valor de La Isla Española, dice que se estimó en 30 mil kilos la suma total de oro extraído durante las dos primeras décadas del siglo XVI en la Española, cantidad superior a la totalidad de la producción en Europa en esos años y por encima del total de oro recogido por los portugueses en África.
El Historiador Pedro Mártir de Anglería, en su obra Una Década de Orbe Novo, se refiere al territorio minero de Cotuí y explica: 

"Hay en la Española otra región con el mismo nombre Cotoi, la cual divide las provincias de Unhabo i Cayabo. Tiene montes i valles, allá está el origen del oro, no se cogen terroncitos ni al menudo: en piedras porosas i entre las vetas de las rocas se encuentra el oro sólido i puro: rompiendo las peñas se siguen los filones de oro".

Gonzalo Fernández de Oviedo en su Historia General y Natural de Las Indias (vol. I), manifiesta que la más antigua mina de oro se labró seis leguas más allá de la sierra, en término de la villa del Cotuí, argumenta que la tradición asegura que llegó a un millón de pesos lo que se sacaba del yacimiento aurífero. Tanto Las Casas como Oviedo en su respectiva obra sobre Las Indias, coinciden en que a doce leguas de la ciudad de La Concepción donde los indios llamaban Cibao, estaba la mina de oro más rica y abundante de esa región,lo que se deduce que se refieren al Cotuí. Citando a Las Casas en el capítulo VII, libro II, en su Historia de Las Indias, dice: 

"En este tiempo (se refiere al 1503) determinó el gobernador (Ovando) de poblar una villa en Puerto de Plata por estar en comedio de la isla, diez leguas de la gran vega (se refiere al valle) donde había dos villas principales, la de Santiago, que está a diez leguas y la de Concepción a diez y seis leguas, y la misma a diez o doce leguas de las minas del Cibao que fueron tenidas por las más ricas de toda esta tierra, y así dieron mucho más oro y más fino que la de San Cristóbal y todas las otras".

Las Casas no menciona a Cotuí en este relato, porque era el 1503 y Cotuí fue fundado por Ovando en 1505, sin embargo ya la mina de oro de Cotoy estaba en producción y se había convertido en la más rica del Nuevo Mundo.
En la página 76 de la obra citada, Oviedo le dice al río Yuna río Cotoy y dice que este río era el lugar de mayor saca de oro, luego recalca que el río Cotoy es riquísimo. En la pág. 191, Oviedo se refiere a la gran cantidad de plata, que además del oro se hallaba en la mina de Cotuí, señala que se confeccionaron algunas piezas de este metal como vasos y copas, dice que esta plata es de muy buena calidad, que la sacan los vecinos de Cotuí con sus negros.
Francisco López de Gómara autor de Historia General de Las Indias, se refiere en su obra a los grandes y poderosos ríos de La Española y expresa que son: Cibao y Cotuy, de ellos, de acuerdo al cronista, el primero es rico en pescados y el otro rico en oro. Fray Bartolomé de Las Casas también indica en su voluminoso libro sobre la Historia de las Indias, que tanto en la villeta como en el río Cotuy se sacaba una fabulosa fortuna de oro.
Fray Pedro de Aguado escribió una interesante historia de Venezuela, al referirse en dicha obra a la metalurgia de Santa Marta, dice que en la tercera década del siglo XVI corría en Santo Domingo oro de chafalonía de dos a siete quilates y que el oro más fino y de mayor calidad llegaba desde Cotuí. Es preciso resaltar, que en esa tercera década del siglo XVI, la mina de oro de Cotuí era explotada por una compañía alemana de mineros, quienes establecieron un importante campamento minero en aquel entonces. Más adelante, la mina pasó a ser propiedad del español Francisco Dávila y fue parte de su Mayorazgo. Después del fallecimiento de Francisco Dávila en 1554, su testamento dice entre otras cosas, que el diez por ciento de la mina de oro de Cotuí es para la construcción de la iglesia de la villa de Aranda de Duero en España.
En Cotuí fue donde se instaló la primera casa de la moneda en el Nuevo Mundo en 1530, según lo confirma Emilio Tejera en su libro Indigenismo, cuando dice en la página 482 que: "Un texto de los documentos inéditos del Archivo de Indias que en Cotuí fue el lugar donde se estableció la primera casa de fundición de moneda en Indias".
En Cotuí se meció la cuna de Juan Sánchez Ramírez, héroe de la reconquista nacido en 1762 frente a la plaza de armas dónde vivió, casó con Josefa del Monte y Pichardo y procrearon dos hijos: Juana y José, se colocó a la cabeza de los demás compatriotas dominicanos para desalojar a los franceses del territorio que ocuparon desde 1802 a 1809, a fin de defender la cultura española y preservar la identidad dominicana.

### Independencia y Restauración
En el capítulo III de su obra, Rincón hace alusión a estos dos acontecimientos de significativa importancia para la República Dominicana.  Luego que Juan Pablo Duarte funda la Sociedad Secreta La Trinitaria el 16 de julio de 1838, casi de inmediato se organizan los cotuisanos bajo las batutas del Padre Puigvert y José Valverde. En una de las reuniones conspirativas contra las autoridades haitianas que se realizaron en Cotuí, fueron apresados Puigvert y Ramón Matías Mella por el propio presidente de Haití Charles Hérard, quien pasó por esta ciudad con el fin de desmantelar la conspiración duartista, más tarde fueron dejados en libertad y  seguido se incorporaron a la lucha.
Cotuí y San Francisco de Macorís se convirtieron en los primeros pueblos que despojaron a las autoridades haitianas de los ayuntamientos, ejerciendo el poder municipal independiente. En enero de 1844 tanto Valverde como Puigvert firmaron el Manifiesto del 16 de enero, para hacerle saber al mundo y especialmente a las autoridades haitianas, que el pueblo dominicano tenía todo el derecho de ser independiente.
Después de proclamada la independencia un sinnúmero de cotuisanos participaron en las diferentes batallas que se escenificaron para enfrentar las invasiones haitianas, ya que Haití se resistía a reconocer la independencia proclamada por el pueblo dominicano el 27 de febrero de 1844.  
Pedro Troncoso Sánchez en la página 312 de su libro La Vida de Juan Pablo Duarte, describe la visita que hiciera el padre de la patria a la ciudad de Cotuí el 24 de junio de 1844: "Muy tarde en la noche llegaron a Cevicos, a descansar en las horas de la madrugada del 24 y continuar la marcha. A mitad de camino y siguiendo los indicadores de los prácticos, hubieron de vadear el río Chacuey, de lecho profundo y peligroso. El 24 en la tarde recibía Duarte el saludo del comandante de las armas y de los concejales de Cotuí, a quienes acompañaba el párroco Puigvert. Estos proporcionaron buen alojamiento a los viajeros. Al otro día, sumándose a la comitiva algunos amigos cotuisanos vadearon el caudaloso río Yuna". Todo parece indicar, que Juan Pablo Duarte se reunió con los cotuisanos, a fin de comunicarles sus inquietudes, en horas de la noche antes de irse a la cama, oportunidad que aprovecharon los hijos de Cotuí para proclamar al patricio como el más idóneo para ocupar la primera magistratura del Estado Dominicano.
No bien se conocen los acontecimientos en Capotillo, cuando Cotuí se pronuncia a favor de la Restauración, cientos de cotuisanos se fueron a la lucha por recuperar la República perdida con la anexión a España en 1861, los que más se destacaron fueron Esteban Adames, Basilio Gavilán, José Epifanio Márquez, Tomás Castillo y Francisco Suriel, quienes se sumaron a diversas líneas de acción, pero principalmente a la línea del Este la cual tenía su cuartel general en Cotuí, comandada por el General Gregorio Luperón.
El prolífico escritor don Emilio Rodríguez Demorizi, recoge en un voluminoso libro, lo que él denomina "Los Papeles de Bonó", y en la página 119 Pedro Francisco Bonó deja como testimonio su experiencia en uno de los cuarteles de la línea del Este conocido como el Cantón de Bermejo y dice que en su calidad de ministro del gobierno restaurador, hacía una visita de inspección a las tropas en ese cuartel, donde se dio cuenta de que las tropas dominicanas estaban vestidas de harapos, que casi nadie estaba vestido, el tambor de la comandancia estaba con una camisa de mujer (era el cotuisano Valentín Otáñez) dice que daba risa verlo redoblar con esa túnica, que de Cotuí y Cevicos había 56 hombres.
Durante la colonia española, Cotuí era una Parroquia del Partido de La Vega. En el período de la ocupación haitiana, fue común del Departamento del Cibao. Con la independencia nacional, pasó a ser Común (Municipio) de la Provincia La Vega. Luego, en 1945, pasó a formar parte de la provincia Duarte hasta la fundación de la provincia Sánchez Ramírez, cuando Cotuí pasó a ser el municipio cabecera de la nueva provincia.

## Festividades

### Carnaval de Cotuí
El carnaval, aunque tiene su origen en España está fuertemente influenciado por la cultura africana. El carnaval posee diversos personajes carnavalescos pero el que más identifica al cotuisano es el Papelús, que está confeccionado de cualquier tipo de papel, años atrás se usaba mucho el papel de periódico, en la actualidad se utiliza el papel de colores que le da más colorido al carnaval. Otro personaje es el Platanús es el que da origen al Papelús porque es más antiguo, además un personaje que ya se ha perdido es el Medio Día, este personaje es puro africano.

### Fiesta del Espíritu Santo
Otra manifestación cultural del lugar es la celebración de la fiesta mágico religiosa del Espíritu Santo. Se celebra entre los meses de mayo y junio de cada año, y a la organización se le llama cofradía o hermandad.  Esta celebración se caracteriza por el toque y el canto de los palos o atabales. Es la más vieja cofradía del Nuevo Mundo fundada por el clérigo Álvaro de Castro en 1529.

### Fiestas patronales
Cotuí como todos los pueblos del país cuenta cada año con sus fiestas patronales, estas festividades se celebran en honor a la virgen Inmaculada Concepción, se inician el 30 de noviembre hasta el 8 de diciembre. Es una de las fiestas patronales más antiguas del país.

## Gastronomía
El plato típico del municipio es el arroz blanco con seso vegetal, solamente se consume en Cotuí y si se agrega aguacate es todavía más sabroso. En el municipio se consume mucho el sancocho de cualquier tipo de carne: de cerdo, de res, pollo, pato, etc. A mediados del siglo XIX el escritor dominicano Pedro Francisco Bonó pasó por Cevicos y Cotuí y menciona en uno de sus libros que pidió posada en Cevicos y le brindaron un sabroso plato de sancocho. Es preciso mencionar además que a los lugareños les encanta el sancocho de frijoles y el asopao.
Luego de que se iniciara el funcionamiento de la Presa de Hatillo, en su lago se crían un sinnúmero de peces como la carpa, tilapia, trucha y otros que han revolucionado la comida del lugar, ya que existen en el municipio restaurantes que se especializan en estos platos.

## Monumentos

### Parroquia Inmaculada Concepción
La Iglesia Inmaculada Concepción fue construida en el año 1741, y formó parte de los monumentos eclesiásticos de estilo herreriano que surgieron a principios del siglo XVII, ostentándose en los portales de las edificaciones y se asocian al nuevo impulso social que le imprime el reinado de Carlos V a su antigua Provincia de Santo Domingo.
El templo parroquial del municipio fue construido siendo cura de la Parroquia el Licenciado Diego Fernández de Castro, permaneció por más de 200 años. En el 1929 se le agregó un campanario y cuando se llevaba a cabo su construcción que se realizaban las excavaciones para su base, los obreros encontraron varios cadáveres hechos esqueletos, que daban signo de que tenían muchos años enterrados en este lugar. Esta iglesia fue destruida por un terremoto en el 1946. En 1957 se inauguró la nueva iglesia Inmaculada Concepción, ubicada frente al parque central del municipio, en el mismo lugar donde estaba la antigua.

## Hidrografía
Cotuí en Sánchez Ramírez cuenta con la cuenca de agua Presa de Hatillo. 

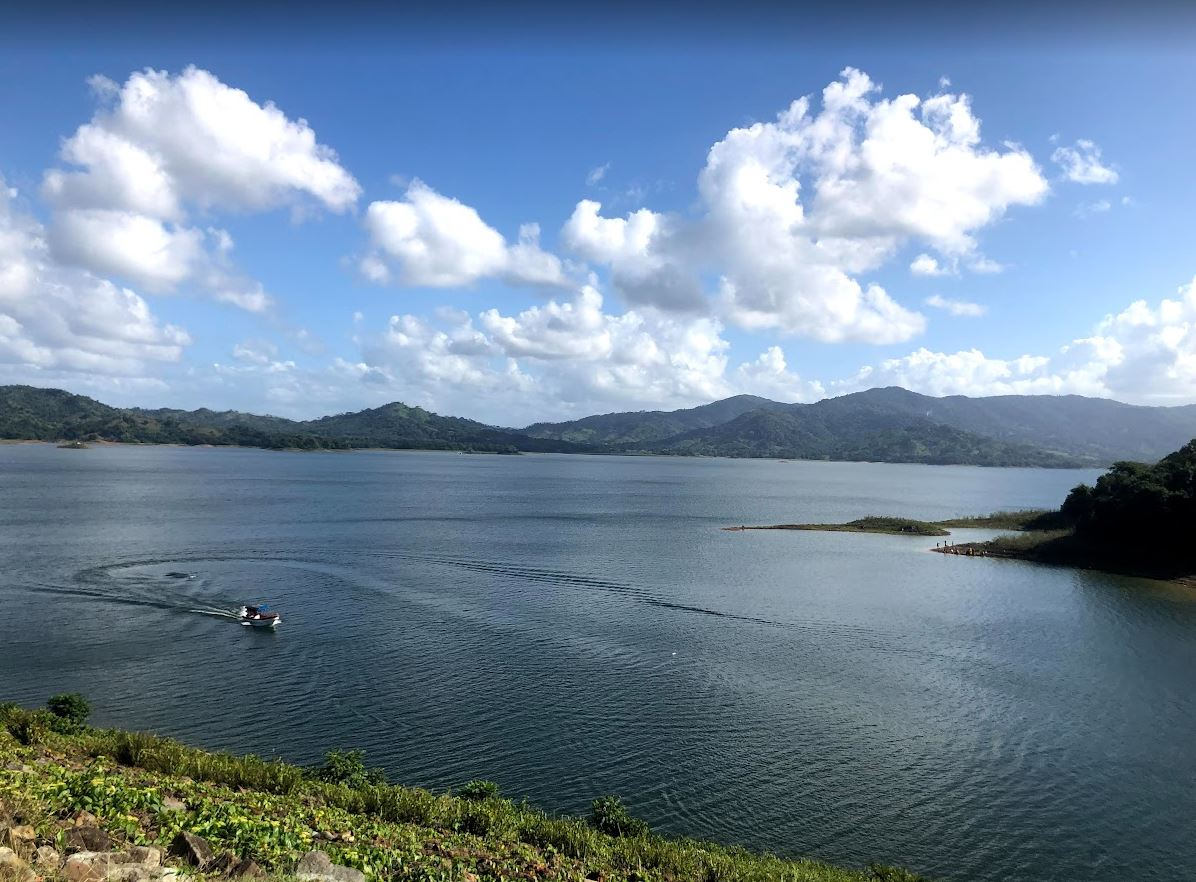
Presa de Hatillo vista desde la carretera